# Bobcat Goldthwait
Robert Francis 'Bobcat' Goldthwait (Syracuse, 26 mei 1962) is een Amerikaans acteur, scenarioschrijver, komiek en regisseur. Hij maakte in 1984 zijn acteer- en filmdebuut als Ernie Rust in het oorlogsdrama Massive Retaliation. Zijn regiedebuut volgde in 1991 met de tragikomische film Shakes the Clown, waarvan hij zelf het script schreef.
Goldthwait speelde onder meer in drie delen van de filmreeks Police Academy. Daarin maakt hij als Zed eerst de straten onveilig, alvorens hij aan de opleiding van de Academy gaat deelnemen. Verder heeft hij verschillende cartoonpersonages van een stem voorzien. Voor de televisieserie Unhappily Ever After sprak hij de stem in van Mr. Floppy, het pratende knuffelkonijn in de kelder.

## Filmografie
(inclusief enkele televisiefilms)
- Massive Retaliation (1984) – Ernie Rust
- Police Academy 2: Their First Assignment (1985) – Zed
- Police Academy 3: Back in Training (1986) – Zed
- One Crazy Summer (1986) – Egg Stork
- Burglar (1987) – Carl Hefler
- Police Academy 4: Citizens on Patrol (1987) – Zed
- Tapeheads (1988) – Don Druzel
- Hot to Trot (1988) – Fred P. Chaney
- Scrooged (1988) – Eliot Loudermilk
- Meet the Hollowheads (1989) – politieagent
- Little Vegas (1990) – rol onbekend
- Shakes the Clown (1991) – Shakes the Clown
- Freaked (1993) – Sockhead (stem)
- Radioland Murders (1994) – Wild Writer
- Destiny Turns on the Radio (1995) – Mr. Smith
- Mrs. Winterbourne (1996) – komiek op televisie
- Back to Back (televisiefilm, 1996) – Psycho
- Hercules (1997) – Pain (stem)
- Sweethearts (1997) – Charles
- Dog's Best Friend (televisiefilm, 1997) – rol onbekend
- Rusty: A Dog's Tale (1998) – Jet the Turtle (stem)
- Hercules: Zero to Hero (video, 1999) – Pain (stem)
- Lion of Oz (2000) – Silly Ozbul (stem)
- G-Men from Hell (2000) – Buster Lloyd
- Blow (2001) – Mr. T
- Mickey's House of Villains (video, 2001) – Pain (stem)
- Hansel & Gretel (2002) – trol (stem)
- Grind (2003) – piccolo
- Windy City Heat (televisiefilm, 2003) – de regisseur
- A Halfway House Christmas (2005) – verteller (stem)
- Stay (2006) – Roy Orbison
- Leroy & Stitch (video, 2006) – Nosy (stem)
- World's Greatest Dad (2009) – limousinechauffeur
- Henchmen (2018) – Jackalope

## Televisieseries
(exclusief eenmalige optredens)
- Capitol Critters (1992/1995) – Muggle (stem, 13 afleveringen)
- The Larry Sanders Show – zichzelf (2 afleveringen, 1993/1994)
- Beavis and Butt-Head – verschillende rollen (2 afleveringen, 1995)
- Unhappily Ever After (1995–1999) – Mr. Floppy (stem, 100 afleveringen)
- Living Single – overvaller (2 afleveringen, 1996)
- Sin City Spectacular – rol onbekend (2 afleveringen, 1998)
- Hercules: The Animated Series – Pain (stem, 27 afleveringen, 1998–1999)
- Buzz Lightyear of Star Command – XL (stem, 5 afleveringen, 2000)
- House of Mouse – Pain (5 afleveringen, 2001–2002)
- Lilo & Stitch: The Series – Nosy (3 afleveringen, 2003–2006)
- Skylanders Academy (2016–2018) – Pop Fizz (stem, 38 afleveringen)

## Geregisseerde films
- Shakes the Clown (1991)
- Windy City Heat (televisiefilm, 2003)
- Stay (2006)
- World's Greatest Dad (2009)
- God Bless America (2011)
- Willow Creek (2013)